# Idiops gunningi
Idiops gunningi là một loài nhện trong họ Idiopidae.
Loài này thuộc chi Idiops. Idiops gunningi được J. Hewitt miêu tả năm 1913.